# Censimento dell'Ucraina

Andamento della popolazione ucraina, con alcuni eventi recenti in sovrimpressione.

Il Censimento dell'Ucraina è il rilevamento statistico dei dati demografici dell'Ucraina. Viene organizzato dal Servizio Statistico Statale dell'Ucraina, ente controllato dal Ministero dello sviluppo economico e del commercio e si è tenuto per la prima (e al 2023, unica) volta nel 2001.

## Storia
Censimenti nell'attuale territorio ucraino sono condotti sin dal 1818, prima sotto l'Impero austro-ungarico, poi sotto l'Impero russo (nel 1897), infine sotto l'Unione Sovietica (nel 1926, 1937, 1939, 1959, 1970, 1979, 1989): nel censimento del 1989 la popolazione ucraina toccò il massimo, con oltre 50 milioni di abitanti, per poi cominciare rapidamente a declinare, arrivando a un conteggio stimato di circa 41 milioni di abitanti nel 2021 e a una stima al di sotto dei 38 milioni per il 2022.
Il primo referendum post-sovietico si tenne nel 2001, che ad oggi rimane anche il più recente mai organizzato.
Nuovi censimenti ne sono stati pianificati diversi nel corso degli anni, ma sono sempre stati rinviati per vari motivi, dalle eventuali difficoltà organizzative (particolarmente difficile in Ucraina, si pensi che dal 2008 non si riesce nemmeno a garantire più un buon livello di vaccinazione contro le malattie infettive tradizionali) a discussioni politiche e alla valutazione negativa degli eventuali alti costi.
In seguito all'invasione dell'Ucraina del 2022, un nuovo censimento è stato rinviato alla fine della guerra e dovrebbe vedere coinvolte società del mondo informatico internazionale.